# Boysenbeere

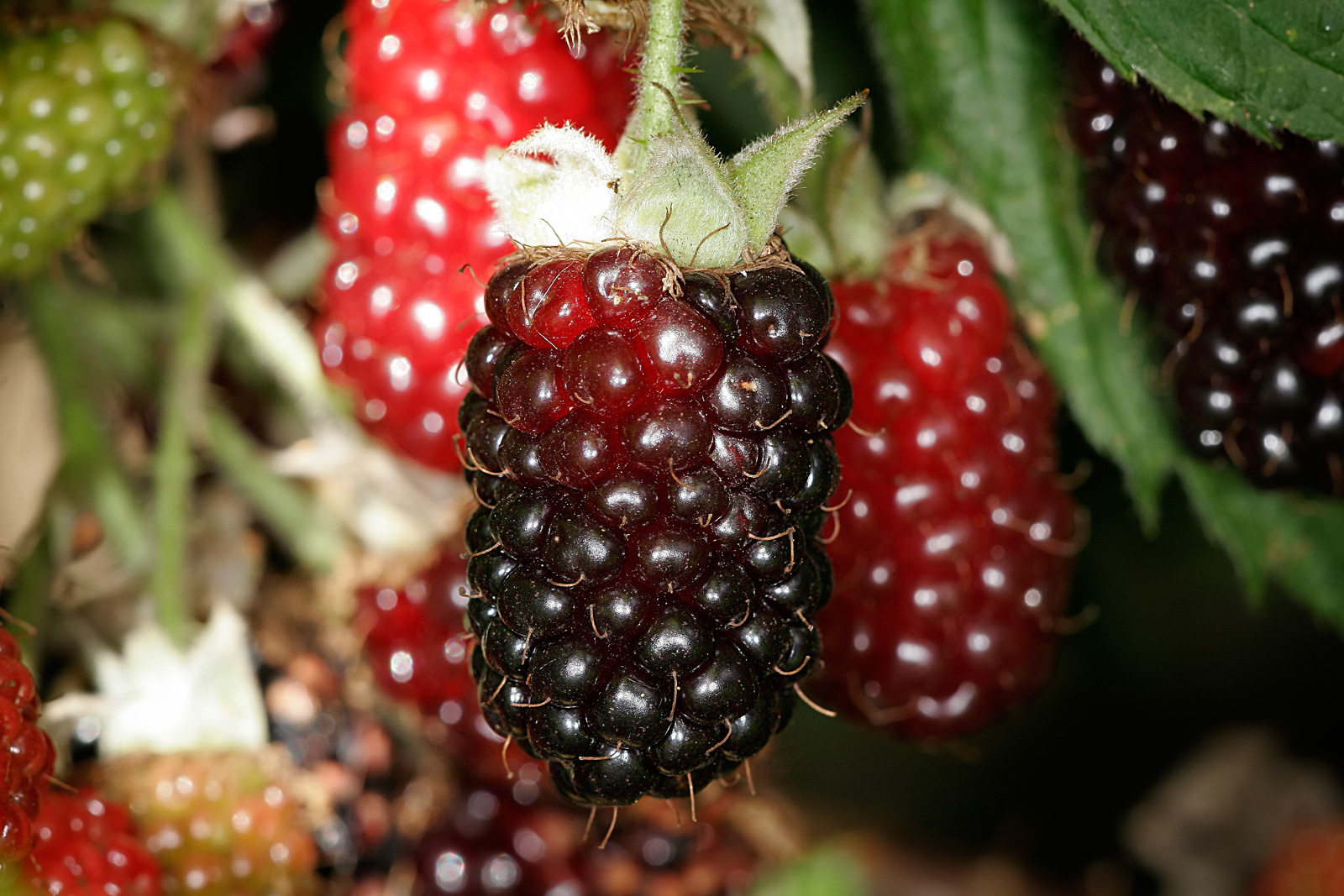
Boysenbeeren in verschiedenen Reifegraden

Die Boysenbeere (Rubus ursinus × idaeus) ist eine US-amerikanische Kreuzung aus einer Brombeerart und der Loganbeere, die ihrerseits aus einer Brombeerart und der Himbeere gekreuzt ist.
Die Boysenbeere ist ein Strauch, der im Wuchs sehr der Brombeere ähnelt; die Früchte sind etwa drei Zentimeter lange und acht Gramm schwere Sammelsteinfrüchte, die etwas heller als die der Brombeere sind. Größere Anbaugebiete liegen an der Westküste der USA mit der Erntezeit Juli/August und in Neuseeland, wo im März geerntet wird. Die Pflanze ist robust, die Früchte schmecken leicht säuerlich, werden frisch verzehrt oder zu Säften verarbeitet. Nach Europa wird die Boysenbeere meist in Konserven exportiert.

## Geschichte
Um 1920 kreuzte der kalifornische Parkwächter Rudolph Boysen die Loganbeere mit einer Brombeere. Seine Kreuzungsversuche gerieten fast in Vergessenheit, bis auf Veranlassung des US-Agrarministeriums und mit Hilfe des Farmers Walter Knott (siehe auch Knott’s Berry Farm) von Boysens verlassener Farm die letzten Bestände gerettet wurden. Seit 1935 trägt sie auf Vorschlag Knotts den Namen ihres Züchters.